# Trifolium billardierei
Trifolium billardierei är en ärtväxtart som beskrevs av Spreng.. Trifolium billardierei ingår i släktet klövrar, och familjen ärtväxter. Inga underarter finns listade i Catalogue of Life.